# Fiedlerita
La fiedlerita es un mineral poco frecuente en la naturaleza, con una composición químicadeterminada por la fórmula Pb3Cl4F(OH)·H2O (oxicloruro hidratado de plomo) y un peso molecular de 816,42 g. Se presenta en cristales monoclínicos, tabulares, transparentes, incoloros y de brillo diamantino. Se halla en algunos lugares de Grecia.
La fiedlerita fue descrita por el mineralogo alemán  Gerhard vom Rath en 1887. Honra al ingeniero alemán Karl Gustav Fiedler (1791-1853), antiguo director de las minas de Laurion en 1835.